# Factorencheck
De factorencheck is een praktische methode voor het schatten van  lawinegevaar door zowel gevorderde amateurs als professionele lawine-experts. De methode is ontwikkeld door Martin Engler. 
De factorencheck zet lawine-opbouwende factoren als sneeuw- en weersfactoren uit tegen reeds bekende factoren uit de 3×3-reductiemethode en de elementaire reductiemethode. Na een systematische afzonderlijke beoordeling van de onderlinge factoren worden deze met een kleurensysteem gewaardeerd, net als bij de SnowCard, van groen (positief) tot rood (negatief).
Aansluitend worden de factoren in een totaaloverzicht samengevat en een beslissing over het lawine-risico genomen. Speciale alarmcombinaties van factoren voeren tot een beoordeling van het lawinegevaar.
|  |  |  |  |  |

|  |  |  |  |  |

|  |  |  |  |  |

|  |  |  |  |  |

|  |  |  |  |  |